# 卡雅·巴爾羅之死
卡雅·波特维奇·巴爾羅（Kaja Bordevich Ballo；1988年—2008年3月28日)，是一位在法國尼斯唸書的大學學生，她的父親是挪威下議院議員奧拉夫·貢納爾·巴爾羅。
2008年3月28日，卡雅在法國尼斯上學時，做了山達基教牛津能力分析測試。她的朋友和同寢室的室友聲稱，她的精神狀態良好，沒有跡象表明精神崩潰。但牛津能力分析報告結果卻說：「她很沮喪，不負責任的，輕易批評和缺乏和諧。」幾個小時後，她從宿舍陽台上跳樓自殺，她留下一份遺書，告訴她的家人，她抱歉「沒有一點好東西」。
這起事件發生後，她的朋友、家人、與挪威著名政治家們都對山達基教會提出嚴厲的批評。國會議員加馬特索基爾德森甚至說：「一切都指出，山達基邪教發揮了直接作用，令卡雅選擇結束她自己的生命。」
根據「在挪威使用測試認證理事會」主席奧伊·韋爾森說：「這種方法（牛津能力分析）不是根據任何現代人格理論。這違背所有的道德準則，也違背了我們所知道的人性發展。若它是有效果，必須把重點放在一個人善於什麼，並從那裡建立起來。它正好相反。」

## 後續
2009年4月22日，因為挪威議員之女自殺事件，有三名記者接受牛津能力分析測驗，還在奧斯陸的山達基教堂之內進行秘密錄音。兩名穩定、對生活滿意的記者誠實答問題，一名則在答題時故意假裝憂鬱。但測驗結果出爐，全體三人都被告知有個性問題，需要要上課程補救。其中，那名假裝憂鬱的記者更被囑咐不要吃任何藥物。

## 延伸閱讀
- Ballo, Olav Gunnar. . Norway: Cappelen Damm. 2009. ISBN 82-02-28932-7 （挪威语）.
- Nordhausen, Frank; Liane von Billerbeck. . Germany: Links Christoph Verlag. 2008: 142. ISBN 3-86153-470-3 （德语）.

## 外部連結
- Kaja Ballo （页面存档备份，存于）, directory of info, media coverage